# Fekete János (plébános)
Fekete János (Bélafalva, 1885. szeptember 27. – Ghencea, 1952. március 25.) erdélyi magyar esperes-plébános, a kommunista egyházüldözés vértanúja. Boldoggá avatási eljárása folyamatban van.

## Élete
Fekete János Bélafalván született 1885-ben. Középiskolai tanulmányait Csíksomlyón végzi el, 1895 és 1903 között. Teológiai tanulmányait Gyulafehérváron végzi, majd itt szentelte pappá 1908. február 8-án gróf Majláth Gusztáv Károly gyulafehérvári püspök. 
Első szolgálati helyén hitoktató és káplán volt Petrozsényben 1908 és 1915 között. 1915-től Brassóban hittanár, majd 1916-ban a Zsil-völgyi Vulkán településre kapja első plébánosi kinevezését. Itt 1932-ig szolgál, amikor is Sepsikőröspatakra kap plébánosi kinevezést, majd 1936. szeptember 22-től Gelencén plébános.
1938. július 1-jén kézdi-orbai főesperes kivezetést kap. Ezek mellett 1924-ben az Erdélyi Szépmíves Céh alapító tagja volt.
Márton Áron bebörtönzése, valamint az erdélyi katolikus egyházmegyék felszámolása után nem ismerte el az állam által felállított gyulafehérvári vezetőséget, ezért - miután 1950. május 13-án házkutatást tartottak nála - őrizetbe vették és kényszermunkára ítélték.
Büntetését a brassói börtönben kezdte el, majd a ghenceai, végül a Târgu Jiu-i börtönben töltötte. Teste 92 kg-ról 38 kg-ra fogyott le. 1952. március 25-én halt meg. A rokonság a testét a börtön hullaházából megszerezte, és 1952. április 28-án szállították el Gelencére. 1952. április 30-án temették a katolikus templom falánál temették el.
Boldoggá avatási eljárását a gyulafehérvári főegyházmegye kezdeményezte, 2003. január 13-án. Gelencén 2007-ben a templomkertben szobrot (Petrovits István alkotását) állítottak emlékére, melyet Takács Nándor nyugalmazott székesfehérvári püspök szentelt fel.